# Anton Sušnik (književnik)
Anton Sušnik, slovenski književnik, publicist in prevajalec, * 9. januar 1850, Železniki, † 24. avgust 1895, Ljubljana.

## Življenje in delo
Sušnik je v Ljubljani dokončal 4 razrede gimnazije (1864–1869) in potem iskal razne službe, nekaj časa živel v Pragi (1871-1873), bil nekaj let zavarovalni uradnik pri zavarovalnici Slavija in nazadnje korektor v Bambergovi tiskarni. Iz Prage je dopisoval v različne slovenske liste, zlasti Sočo, tudi pozneje je za časopisne članke zajemal snov iz čeških virov. Objavljal je prevode iz češčine ruščine in francoščine. Neobjavljena je ostala njegova enodejanka Prijateljica. Priredil je tudi več iger za Dramatično društvo.
Sušnikovo izvirno slovstvo je namenjeno bolj za pouk in zabavo. Napisal je: Spomenik hvaležnosti, povest iz socialnega življenja; Posavček, slika iz življenja v polpretekli dobi in več črtic: Tinček iz Bosne (1890), Na valovih Savinje, Grbin, Zlato srce (1891), Dva brata (1894), Prvi ideal, Srečna vrnitev (1895), Za vero in dom (1897) ter poučne sestavke: Karlov most v Pragi (1890), Naši rojaki za morjem (1891), V. Pakosta (1892), Josip Ressel (1893), Češka proza, Iz češke poezije (1894), Ivan pl. Zajc (1895).